# Wybory parlamentarne w Austrii w 2013 roku
Wybory parlamentarne w Austrii w 2013 roku odbyły się 29 września 2013. W ich wyniku wybrano łącznie 183 posłów do Rady Narodowej, niższej izby austriackiego parlamentu. Wybory, zgodnie z wynikami sondaży, zakończyły się zwycięstwem ugrupowań rządzących, tworzących tzw. wielką koalicję – socjaldemokratów i ludowców. Jednocześnie obie główne partie uzyskały najsłabsze wyniki wyborcze od 1945. Do parlamentu dostały się również dwa nowe ugrupowania.

## Wyniki wyborów
|  | Partia                                          | Głosy     | %      | Mandaty | Zmiana |
|  | ----------------------------------------------- | --------- | ------ | ------- | ------ |
|  | Socjaldemokratyczna Partia Austrii (SPÖ)        | 1 258 605 | 26,8   | 52      | −5     |
|  | Austriacka Partia Ludowa (ÖVP)                  | 1 125 876 | 24,0   | 47      | −4     |
|  | Wolnościowa Partia Austrii (FPÖ)                | 962 313   | 20,5   | 40      | +6     |
|  | Zieloni – Zielona Alternatywa (GRÜNE)           | 582 657   | 12,4   | 24      | +4     |
|  | Team Stronach (FRANK)                           | 268 679   | 5,7    | 11      | +11    |
|  | NEOS – Nowa Austria (NEOS)                      | 232 946   | 5,0    | 9       | +9     |
|  | Sojusz na rzecz Przyszłości Austrii (BZÖ)       | 165 746   | 3,5    | 0       | –21    |
|  | Komunistyczna Partia Austrii (KPÖ)              | 48 175    | 1,0    | 0       | —      |
|  | Partia Piratów Austrii (PIRAT)                  | 36 265    | 0,8    | 0       | —      |
|  | Chrześcijańska Partia Austrii (CPÖ)             | 6647      | 0,14   | 0       | —      |
|  | Pozostali                                       | 4998      | 0,1    | 0       | —      |
|  | Głosy nieważne i puste                          | 89 503    | —      | —       | —      |
|  | Razem                                           | 4 782 410 | 100,00 | 183     | —      |
|  | Wyborcy/frekwencja                              | 6 384 308 |        | 74,9    | —      |
|  | Źródło: Ministerstwo Spraw Wewnętrznych Austrii |           |        |         |        |